# Aptesis opposita
Aptesis opposita là một loài tò vò trong họ Ichneumonidae.